# Stenothoe bosphorana
Stenothoe bosphorana is een vlokreeftensoort uit de familie van de Stenothoidae. De wetenschappelijke naam van de soort is voor het eerst geldig gepubliceerd in 1898 door Sowinsky.